# Lacort
Lacort es una localidad española perteneciente al municipio de Foradada del Toscar, en la Ribagorza, provincia de Huesca, Aragón. Su lengua propia es el aragonés mediorribagorzano. 
Se compone actualmente de dos viviendas familiares.
No se ha de confundir con la población del mismo nombre, Lacort, perteneciente al municipio de Fiscal, en el Sobrarbe, también en la provincia de Huesca.